# Comuna Kaolinovo, Șumen
Kaolinovo (în bulgară Каолиново) este o comună în regiunea Șumen, Bulgaria, formată din orașul Kaolinovo și 15 sate. 

## Localități componente

### Orașe
- Kaolinovo

### Sate
| - Branicevo - Doiranți - Dolina - Gusla - Kliment | - Leatno - Lisi Vrăh - Naum - Omarcevo - Pristoe | - Sini Vir - Sredkoveț - Todor Ikonomovo - Tăkaci - Zagorice |

## Demografie
Componența etnică a comunei Kaolinovo
     Turci (74,12%)
     Nicio identificare (5,95%)
     Romi (13,85%)
     Bulgari (5,97%)
     Altele (0,09%)
La recensământul din 2011, populația comunei Kaolinovo era de 12.093 locuitori. Din punct de vedere etnic, majoritatea locuitorilor (74,12%) erau turci, existând și minorități de romi (13,85%) și bulgari (5,97%). Pentru 5,95% din locuitori nu este cunoscută apartenența etnică.